# Marian Hłuszkewycz
Marian Hłuszkewycz, Marian Konstanty Głuszkiewicz (ur. 31 marca 1877, zm. 17 czerwca 1935 we Lwowie) – ukraiński poeta i prawnik, działacz ruchu moskalofilskiego.
Posiadał tytuł doktora nauk prawnych. Pracował jako adwokat, następnie w 1907 pracował jako sędzia w Brodach. Należał do Russkiej Partii Ludowej i popierał jej "nowy kurs" – postulat pełnej unifikacji językowej i kulturowej narodów wschodniosłowiańskich wokół języka rosyjskiego i w państwie rosyjskim. Współorganizował pielgrzymki greckokatolickich chłopów z Galicji do prawosławnej Ławry Poczajowskiej.
W 1914 występował w charakterze adwokata w procesie działaczy moskalofilskich Semena Bendasiuka i Wasyla Kołdry oraz prawosławnych duchownych Ignacego Hudymy i Maksyma Sandowicza. W tym samym roku wszedł w skład Karpacko-Russkiego Komitetu Wyzwoleńczego. Po wejściu wojsk rosyjskich do Galicji i powstaniu galicyjsko-bukowińskiego generał-gubernatorstwa podjął pracę "urzędnika do specjalnych poruczeń". Wykonywał obowiązki burmistrza Lwowa. Publikował w piśmie rusofilskim Podkarpatskaja Rus' . W 1915 wyjechał z Galicji razem z wycofująca się armią rosyjską; wrócił po rewolucji październikowej. W Rosji przebywał w Rostowie nad Donem, gdzie pracował jako prawnik w banku, wykładał na uniwersytecie i współorganizował gimnazjum dla uchodźców z Galicji. We Lwowie prowadził praktykę adwokacką. Działał w Lwowskiej Izbie Adwokackiej, w 1930 został wybrany do jej Rady. Również po wojnie był aktywny w ruchu moskalofilskim, między innymi jako przewodniczący Towarzystwa im. Michajła Kaczkowskiego.
Autor trzech tomów wierszy: Miełodii (1903), Sobranije stichow (1907), Simwoły i illuzii (1922).